# Canada's Drag Race (seconda edizione)
La seconda edizione di Canada's Drag Race è andata in onda in Canada dal 14 ottobre al 16 dicembre 2021 sulla piattaforma streaming Crave, e sull'emittente OutTV.
Il 14 settembre 2021 vengono annunciate le dodici concorrenti, provenienti da tutto il Canada, che hanno l'obiettivo di essere incoronate come la prossima Canada's Next Drag Superstar.
Icesis Couture, vincitrice dell'edizione, ricevette come premio 100000 C$, una fornitura di cosmetici per un anno della Shoppers Drug Mart, una corona e uno scettro di Amped Accessories.
Icesis Couture, Kendall Gender e Stephanie Prince prenderanno parte alla prima edizione di Canada's Drag Race: Canada vs the World.

## Concorrenti
Le dodici concorrenti che prendono parte al reality show sono:
| Concorrente       | Vero nome                  | Età | Città                           | Posizionamento |
| ----------------- | -------------------------- | --- | ------------------------------- | -------------- |
| Icesis Couture    | Steven Granados-Portelance | 34  | Ottawa – Ontario                | Vincitrice     |
| Kendall Gender    | Kenneth Wyse               | 30  | Vancouver – Columbia Britannica | Finaliste      |
| Pythia            | Chrīstos Darlasīs          | 26  | Montréal – Québec               | Finaliste      |
| Gia Metric        | Giorgio Triberio           | 29  | Vancouver – Columbia Britannica | 4º posto       |
| Adriana           | Daniel Albornoz            | 29  | Québec City – Québec            | 5º posto       |
| Kimora Amour      | Justin Baird               | 34  | Scarborough – Ontario           | 6º posto       |
| Synthia Kiss      | Daniel Finlan              | 29  | Vancouver – Columbia Britannica | 7º posto       |
| Eve 6000          | Rina Adams                 | 29  | Toronto – Ontario               | 8º posto       |
| Suki Doll         | André Pham                 | 27  | Montréal – Québec               | 9º posto       |
| Stephanie Prince  | Stephen Pasay              | 24  | Calgary – Alberta               | 10º posto      |
| Océane Aqua-Black | Thierry Simard             | 35  | Montréal – Québec               | 11º posto      |
| Beth              | Rolland Bissonette         | 24  | Vancouver – Columbia Britannica | 12º posto      |

## Tabella eliminazioni
| 1  | Icesis    | Pythia    | Adriana   | Synthia | Gia     | Icesis  | Kendall | Pythia  | Kendall | Icesis Couture |
| 2  | Stephanie | Gia       | Eve       | Kimora  | Adriana | Gia     | Icesis  | Gia     | Icesis  | Kendall Gender |
| 3  | Suki      | Kendall   | Gia       | Pythia  | Icesis  | Kimora  | Adriana | Kendall | Pythia  | Pythia         |
| 4  | Pythia    | Synthia   | Icesis    | Gia     | Pythia  | Pythia  | Pythia  | Icesis  | Gia     |                |
| 5  | Kendall   | Kimora    | Kimora    | Kendall | Kimora  | Adriana | Gia     | Adriana |         |                |
| 6  | Adriana   | Adriana   | Pythia    | Icesis  | Kendall | Kendall | Kimora  |         |         |                |
| 7  | Océane    | Stephanie | Suki      | Adriana | Synthia | Synthia |         |         |         |                |
| 8  | Kimora    | Eve       | Kendall   | Eve     | Eve     |         |         |         |         |                |
| 9  | Synthia   | Suki      | Synthia   | Suki    |         |         |         |         |         |                |
| 10 | Eve       | Icesis    | Stephanie |         |         |         |         |         |         |                |
| 11 | Gia       | Océane    |           |         |         |         |         |         |         |                |
| 12 | Beth      |           |           |         |         |         |         |         |         |                |

     La concorrente ha vinto la gara
     La concorrente è arrivata in finale ma non ha vinto la gara
     La concorrente è arrivata in finale, ma è stato eliminata
     La concorrente ha vinto la puntata
     La concorrente figura tra le prime ma non ha vinto la puntata
     La concorrente è salva e accede alla puntata successiva (l'ordine di chiamata è casuale)
     La concorrente figura tra le ultime ma non è a rischio eliminazione
     La concorrente figura tra le ultime ed è a rischio eliminazione
     La concorrente è stata eliminata

## Giudici
- Brooke Lynn Hytes
- Brad Goreski
- Amanda Brugel
- Traci Melchor

### Giudici ospiti
- Caitlin Cronenberg
- Connor Jessup
- Emma Hunter
- Fefe Dobson
- Gigi Gorgeous
- Hollywood Jade
- Mitsou

## Special Guest
- RuPaul
- Thom Allison
- Irwin Washington
- Jimbo
- Bif Naked
- Boman Martinez-Reid
- Priyanka

## Riassunto episodi

### Episodio 1 -Lost and Fierce
Il primo episodio della seconda edizione canadese si apre con le concorrenti che entrano nell'atelier. La prima a entrare è Gia Metric, l'ultima è Synthia Kiss. Brooke Lynn Hytes, Brad Goreski e Amanda Brugel fanno il loro ingresso annunciando l'inizio di una nuova edizione e dando il benvenuto alle concorrenti.
- La mini sfida: per la mini sfida, le concorrenti devono posare per un servizio fotografico ambientato in una scenografica a tema Inferno dantesco, mentre compiono un salto nel vuoto per "raggiungere" la corona. La vincitrice della mini sfida è Suki Doll.
- La sfida principale: per la sfida principale, le concorrenti devono realizzare un outfit usando i materiali e tessuti avanzati dalla precedente edizione. Durante la creazione degli outfit ci furono alcuni problemi, ad esempio Océane ha avuto difficoltà a realizzare il suo look a causa di un infortunio al ginocchio subito durante la mini sfida, mentre i tessuti scelti da Gia non sono sufficienti per realizzare un outifit completo.

Giudice ospite della puntata è Caitlin Cronenberg. Brooke Lynn Hytes dichiara Pythia, Kendall, Adriana, Océane, Kimora e Synthia salve, e lascia le altre concorrenti sul palco per le critiche. Beth e Gia Metric sono le peggiori mentre Icesis Couture è la migliore della puntata.
- L'eliminazione: Beth e Gia Metric vengono chiamate ad esibirsi con la canzone Maneater di Nelly Furtado. Gia Metric si salva, mentre Beth viene eliminata dalla competizione.

### Episodio 2 -Under the Big Top
Il secondo episodio si apre con le concorrenti che rientrano nell'atelier dopo l'eliminazione di Beth, con le concorrenti che si complimentano con Gia per la sua esibizione al playback. Il giorno successivo nell'atelier, le concorrenti discutono sulla reazione eccessiva di Eve durante i giudizi.
- La mini sfida: per la mini sfida, le concorrenti devono presentare un outfit ispirato dalla propria città natale, ma avranno a disposizione solo venti minuti per il trucco e parrucco. La vincitrice della mini sfida è Océane Aqua-Black.
- La sfida principale: per la sfida principale, le concorrenti devono esibirsi nel nuovo musical Under the Big Top, parodia dell'opera cinematografica The Greatest Showman, dove dovranno cantare dal vivo. Durante l'assegnazione dei copioni molte concorrenti hanno delle preferenze sui vari ruoli da fare, come ad esempio Stephanie, Icesis e Suki per il duo Leather & Lace, ma alla fine le concorrenti decidono di basarsi sulle abilità di ognuna, assegnando i suddetti ruoli, a Stephanie e Icesis. Una volta assegnati i ruoli, le concorrenti raggiungono il palcoscenico principale, dove Thom Allison offre loro consigli e aiuto per esibirsi dal vivo. Kendall, Suki ed Eve hanno avuto dei problemi d'intonazione, mentre Pythia e Synthia hanno ricevuto complimenti per la loro improvvisazione. Successivamente incontrano i coreografi Hollywood Jade e Irwin Washington, con i quali organizzano la coreografia per lo spettacolo.

| Concorrente       | Personaggio impersonato |
| ----------------- | ----------------------- |
| Adriana           | Bang                    |
| Eve 6000          | Revealiana              |
| Gia Metric        | Himbo                   |
| Icesis Couture    | Lace                    |
| Kendall Gender    | Ring Mistress           |
| Kimora Amour      | Bianca                  |
| Océane Aqua-Black | Bong                    |
| Pythia            | Hennywise               |
| Stephanie Prince  | Leather                 |
| Suki Doll         | Bing                    |
| Synthia Kiss      | Corsette                |

Giudice ospite della puntata è Hollywood Jade. Il tema della sfilata è Circus Bezerkus, dove le concorrenti devono sfoggiare un abito ispirato al circo. Brooke Lynn Hytes dichiara Synthia, Kimora, Adriana e Stephanie salve, e lascia le altre concorrenti sul palco per le critiche. Icesis Couture e Océane Aqua-Black sono le peggiori mentre Pythia è la migliore della puntata.
- L'eliminazione: Icesis Couture e Océane Aqua-Black vengono chiamate ad esibirsi con la canzone Stupid Shit delle Girlicious. Icesis Couture si salva, mentre Océane Aqua-Black viene eliminata dalla competizione.

### Episodio 3 -Screech
Il terzo episodio si apre con le concorrenti che rientrano nell'atelier dopo l'eliminazione di Océane, con Icesis dispiaciuta per aver eliminato una sua cara amica, ma afferma che comunque si tratta di una competizione. Intanto Eve è triste di essere nuovamente tra le peggiori, poiché vuole dimostrare ai giudici tutte le sue qualità.
- La sfida principale: le concorrenti devono recitare nel film horror Screech, parodia della saga cinematografica Scream. Avendo vinto la puntata precedente, Pythia avrà il compito di assegnare i vari ruoli alle concorrenti. Durante l'assegnazione dei copioni molte concorrenti hanno delle preferenze sui vari ruoli da fare, come ad esempio Eve e Stephanie per Nara Hater oppure Icesis e Synthia per Jocklyn Straps, ma alla fine le concorrenti decidono di basarsi sulle abilità di ognuna, assegnando i suddetti ruoli rispettivamente a Eve e Icesis. Una volta assegnati i ruoli, le concorrenti raggiungono il palcoscenico principale, dove Amanda Brugel e Fefe Dobson aiuteranno a produrre il film nel ruolo di regista.

| Concorrente      | Personaggio impersonato |
| ---------------- | ----------------------- |
| Adriana          | Blood 'N' Goreski       |
| Eve 6000         | Nara Hater              |
| Gia Metric       | Blue Scarymore          |
| Icesis Couture   | Jocklyn Straps          |
| Kendall Gender   | Hookin' Hytes           |
| Kimora Amour     | Frontelle Lobe          |
| Pythia           | Fairuzah Caulk          |
| Stephanie Prince | Clitney Lezcoff         |
| Suki Doll        | Emmy Dumpah             |
| Synthia Kiss     | A-Martha                |

Giudice ospite della puntata è Fefe Dobson. Il tema della sfilata è Good Girl Gone Bad, dove le concorrenti devono sfoggiare un abito provocatorio. Brooke Lynn Hytes dichiara Icesis, Kimora, Pythia e Suki salve, e lascia le altre concorrenti sul palco per le critiche. Stephanie Prince e Synthia Kiss sono le peggiori mentre Adriana è la migliore della puntata.
- L'eliminazione: Stephanie Prince e Synthia Kiss vengono chiamate ad esibirsi con la canzone Ghost di Fefe Dobson. Synthia Kiss si salva, mentre Stephanie Prince viene eliminata dalla competizione.

### Episodio 4 -Snatch Game
Il quarto episodio si apre con le concorrenti che rientrano nell'atelier dopo l'eliminazione di Stephanie, con Synthia grata per aver ricevuto una seconda possibilità per mostrare ai giudici tutte le sue qualità. Successivamente le concorrenti si congratulano con Adriana per la sua vittoria e per il suo outfit della sfilata.
- La mini sfida: per la mini sfida le concorrenti devono "leggersi" a vicenda, ovvero dire qualcosa di cattivo ma facendolo in modo scherzoso. La vincitrice della mini sfida è Icesis Couture.
- La sfida principale: per la sfida principale, le concorrenti prendono parte alla sfida più attesa in ogni edizione dello show, lo Snatch Game. Brad Goreski e Boman Martinez-Reid sono le concorrenti del gioco. Le concorrenti devono scegliere una celebrità e impersonarla per l'intero gioco, con lo scopo di essere il più divertenti possibili. Brooke Lynn ritorna nell'atelier per vedere quali personaggi sono stati scelti, inoltre, aiuta le concorrenti con vari consigli per dare il meglio nel gioco. Le celebrità scelte dai concorrenti sono state:

| Concorrente    | Celebrità impersonata |
| -------------- | --------------------- |
| Adriana        | Sofía Vergara         |
| Eve 6000       | Bernie Sanders        |
| Gia Metric     | Jim Carrey            |
| Icesis Couture | La Veneno             |
| Kendall Gender | Kris Jenner           |
| Kimora Amour   | Leslie Jones          |
| Pythia         | Grimes                |
| Suki Doll      | Yoko Ono              |
| Synthia Kiss   | Rachel Zoe            |

Giudice ospite della puntata è Connor Jessup. Il tema della sfilata è Made in Canada, dove le concorrenti devono sfoggiare un abito ispirato ad una celebrità canadese. Brooke Lynn Hytes dichiara Gia, Kendall e Icesis salve, e lascia le altre concorrenti sul palco per le critiche. Suki Doll e Eve 6000 sono le peggiori mentre Synthia Kiss è la migliore della puntata.
- L'eliminazione: Suki Doll e Eve 6000 vengono chiamate ad esibirsi con la canzone Happiness di Kapri. Eve 6000 si salva, mentre Suki Doll viene eliminata dalla competizione.

### Episodio 5 -Bye Flop
Il quinto episodio si apre con le concorrenti che rientrano nell'atelier dopo l'eliminazione di Suki, con Synthia al settimo cielo per aver vinto lo Snatch Game, soprattutto dopo che ha rischiato l'eliminazione durante la puntata precedente. Il giorno successivo nell'atelier, Eve afferma che farà di tutto per dimostrare ai giudici tutte le sue qualità.
- La mini sfida: per la mini sfida le concorrenti, divise in coppie, devono improvvisare uno spot pubblicitario riguardante l'educazione sessuale. Le coppie sono composte da Kimora e Icesis, Gia e Synthia, Adriana e Pythia ed, infine, Eve e Kendall. La vincitrici della mini sfida sono Gia Metric e Synthia Kiss.
- La sfida principale: per la sfida principale, le concorrenti verranno divise in due gruppi e dovranno scrivere, produrre e coreografare un numero da girl group. Avendo vinto la mini sfida Gia e Synthia saranno i capitani e potranno decidere i componenti del loro gruppo. Synthia sceglie per il suo gruppo Kendall, Kimora ed Eve mentre Gia sceglie Pythia, Icesis ed Adriana. Una volta scritto il pezzo, ogni gruppo va nella sala registrazione, dove Bif Naked da loro consigli e aiuto per la registrazione del brano. Durante le registrazioni delle tracce Kendall e Adriana hanno avuto dei problemi nel rendere le loro strofe accattivanti mentre Synthia e Icesis hanno ricevuto complimenti per le loro estensione vocale. Successivamente ogni gruppo raggiunge il palco principale per organizzare la coreografia, il gruppo di Synthia ha avuto problemi sull'organizzazione della coreografia, mentre il gruppo di Gia è molto preparato per l'esibizione.

| Concorrenti    | Nome girl group | Brano della performance            |
| -------------- | --------------- | ---------------------------------- |
| Adriana        | The Giddy Girls | "Bye Flop" (The Giddy Girls Remix) |
| Gia Metric     | The Giddy Girls | "Bye Flop" (The Giddy Girls Remix) |
| Icesis Couture | The Giddy Girls | "Bye Flop" (The Giddy Girls Remix) |
| Pythia         | The Giddy Girls | "Bye Flop" (The Giddy Girls Remix) |
| Eve 6000       | The Dosey Hoes  | "Bye Flop" (The Dosey Hoes Remix)  |
| Kendall Gender | The Dosey Hoes  | "Bye Flop" (The Dosey Hoes Remix)  |
| Kimora Amour   | The Dosey Hoes  | "Bye Flop" (The Dosey Hoes Remix)  |
| Synthia Kiss   | The Dosey Hoes  | "Bye Flop" (The Dosey Hoes Remix)  |

Giudice ospite della puntata è Bif Naked. Il tema della sfilata è Monochromatica: Drag Pop Princess, dove le concorrenti devono sfoggiare un abito monocromatico. Dopo la sfilata e le critiche dei giudici, Brooke Lynn Hytes dichiara Synthia Kiss e Eve 6000 le peggiori, mentre Gia Metric è la migliore della puntata.
- L'eliminazione: Synthia Kiss e Eve 6000 vengono chiamate ad esibirsi con la canzone I Love Myself Today di Bif Naked. Synthia Kiss si salva, mentre Eve 6000 viene eliminata dalla competizione.

### Episodio 6 -The Sinner's Ball
Il sesto episodio si apre con le concorrenti che rientrano nell'atelier dopo l'eliminazione di Eve, con Gia al settimo cielo per aver vinto la sua prima sfida. Intanto Adriana chiede spiegazioni da parte di Synthia e Gia sul perché è stata scelta per ultima durante la formazione delle squadre.
- La mini sfida: per la mini sfida le concorrenti, devono creare un dipinto su tela, che può essere sia realistico oppure astratto, che rappresenti a fondo le loro paure più profonde. La vincitrice della mini sfida è Icesis Couture.
- La sfida principale: per la sfida principale, le concorrenti partecipano al The Sinner's Ball, dove presenteranno tre look differenti; il terzo dovrà essere cucito e assemblato a mano. Avendo vinto la mini sfida, Icesis avrà il compito di assegnare i vizi capitali alle concorrenti. Le categorie sono:
  - Sex, Drugs and Rock 'n' Roll: un look da rockstar;
  - Ugly as Sin: un look d'alta moda ma, allo stesso tempo, di pessimo gusto;
  - Seven Deadly Sins: un look realizzato in giornata con materiali, stoffe e parrucche provenienti da una cassa che rappresenta uno dei sette vizi capitali, che sono stati assegnati nella seguente maniera:

| Concorrente    | Vizio capitale |
| -------------- | -------------- |
| Adriana        | Lussuria       |
| Gia Metric     | Accidia        |
| Icesis Couture | Ira            |
| Kendall Gender | Superbia       |
| Kimora Amour   | Invidia        |
| Pythia         | Gola           |
| Synthia Kiss   | Avarizia       |

Giudice ospite della puntata è Gigi Gorgeous. Dopo la sfilata e le critiche dei giudici, Brooke Lynn Hytes dichiara Kendall Gender e Synthia Kiss le peggiori, mentre Icesis Couture è la migliore della puntata.
- L'eliminazione: Kendall Gender e Synthia Kiss vengono chiamate ad esibirsi con la canzone Heaven di DJ Sammy. Kendall Gender si salva, mentre Synthia Kiss viene eliminata dalla competizione.

### Episodio 7 -The Roast of Brooke Lynn Hytes
Il settimo episodio si apre con le concorrenti che rientrano nell'atelier dopo l'eliminazione di Synthia, con Kendall terribilmente dispiaciuta di aver mandato a casa una sua carissima amica. Il giorno successivo nell'atelier, le concorrenti si congratulano con Icesis per aver ottenuto la sua seconda vittoria della stagione, mentre a Pythia non va giù di non aver vinto una sfida di design per la seconda volta di fila.
- La mini sfida: per la mini sfida le concorrenti prendono parte al programma Fashion Puh-Leeze di Brad Goreski dove devo "leggere" in maniera scherzosa i look delle concorrenti avversarie visti durante la stagione. La vincitrice della mini sfida è Kendall Gender.
- La sfida principale: per la sfida principale, viene ufficialmente aperto il Brooke Lynn Hytes's Roast, dove le concorrenti dovranno "leggere" Brooke Lynn Hytes e i restanti giudici. Avendo vinto la mini sfida, Kendall decide l'ordine di esibizione che è: Kendall, Adriana, Gia, Pythia, Icesis ed, infine, Kimora. Una volta scritte le battute, ogni concorrente raggiunge il palco principale dove ricevono consigli da Brad Goreski e Emma Hunter.

Giudice ospite della puntata è Emma Hunter. Il tema della sfilata è Dungeons and Drag Queens, dove le concorrenti devono sfoggiare un abito ispirato ai personaggi di Dungeons & Dragons. Dopo la sfilata e le critiche dei giudici, Brooke Lynn Hytes dichiara Gia Metric e Kimora Amour le peggiori, mentre Kendall Gender è la migliore della puntata.
- L'eliminazione: Gia Metric e Kimora Amour vengono chiamate ad esibirsi con la canzone Get Down dei B4-4. Gia Metric si salva, mentre Kimora Amour viene eliminata dalla competizione.

### Episodio 8 -Prom
L'ottavo episodio si apre con le concorrenti che rientrano nell'atelier dopo l'eliminazione di Kimora, ancora sconvolte dalla sua uscita poiché trasmetteva sempre positività. Intanto Kendall è al settimo cielo per aver vinto la sua prima sfida. Il giorno successivo nell'atelier, ogni concorrente riceve un video-messaggio da parte di un parente a loro caro.
- La sfida principale: per la sfida principale, le concorrenti devono truccare alcuni adolescenti LGBT+, con il compito di farli diventare le loro figlie drag. Avendo vinto la puntata precedente, Kendall ha la possibilità di formare le coppie. Dopo aver consultato e visto le concorrenti, insieme alle loro "figlie drag", tutte raggiungono il palcoscenico principale dove Brooke Lynn Hytest offre lezioni di portamento alle "figlie drag".

| Concorrente    | Adolescente (Nome Reale) X | Adolescente (Nome in Drag) Y |
| -------------- | -------------------------- | ---------------------------- |
| Adriana        | Friday                     | Bella Donna                  |
| Gia Metric     | Ethan                      | Electric Metric              |
| Icesis Couture | Michaela                   | Ruby Couture                 |
| Kendall Gender | Alex                       | Stormi Gender                |
| Pythia         | Clover                     | Apollo                       |

Giudice ospite della puntata è Mitsou. Il tema della sfilata Cool Mom and Prom Queen, dove le concorrenti e le loro "figlie drag" devono sfoggiare due abiti a tema madre-figlia al ballo di fine anno. Dopo la sfilata e le critiche dei giudici, Brooke Lynn Hytes dichiara Adriana e Icesis Couture le peggiori, mentre Pythia è la migliore della puntata.
- L'eliminazione: Adriana e Icesis Couture vengono chiamate ad esibirsi con la canzone Everybody Say Love di Mitsou. Icesis Couture si salva, mentre Adriana viene eliminata dalla competizione.

### Episodio 9 -The Reunion
Il nono episodio si apre con le concorrenti che rientrano nell'atelier dopo l'eliminazione di Adriana, tutte al settimo cielo per essere le ultime quattro rimaste. Mentre discutono, le concorrenti ricevono un video-messaggio da RuPaul, annunciando che il giorno seguente si sarebbe svolta la Reunion, dove si riuniranno tutte le concorrenti per discutere sulla loro esperienza nello show: discutendo di quali sono stati i loro momenti migliori, delle sfide più difficili e delle scelte di stile effettuate durante lo show. Inoltre viene eletta la Miss Congeniality dello show che, come accade nella versione statunitense, è stata scelta dalle concorrenti stesse. A vincere il titolo è stata Suki Doll.
- Il torneo: Prima della fine dell'episodio, Brad Goreski annuncia che le concorrenti devono prendere parte ad un mini-torneo di playback. La concorrenti vincitrici del primo round accederanno direttamente alla finale, mentre le ultime due si sfideranno in un ultimo duello, ove la perdente sarà eliminata.

Il primo duello è tra Kendall Gender e Gia Metric che vengono chiamate ad esibirsi con la canzone Main Event di RuPaul. Kendall Gender viene dichiarata vincitrice del playback ed accede alla finale, mentre Gia Metric dovrà andare al duello finale.
Il secondo duello è tra Icesis Couture e Pythia che vengono chiamate ad esibirsi con la canzone Born Naked di RuPaul. Icesis Couture viene dichiarata vincitrice del playback ed accede alla finale, mentre Pythia dovrà sfidare Gia al duello finale.
Il terzo ed ultimo duello è tra Gia Metric e Pythia che vengono chiamate ad esibirsi con la canzone Call Me Mother di RuPaul. Alla fine dell'esibizione Pythia viene dichiarata vincitrice del playback ed accede alla finale, mentre Gia Metric viene eliminata dalla competizione.

### Episodio 10 -Queen of the North
Il decimo ed ultimo episodio di quest'edizione si apre con le finaliste che ritornano nell'atelier dopo l'eliminazione di Gia, dove si discute su chi riuscirà a vincere quest'edizione ed il titolo di prossima Drag Superstar canadese.
Per l'ultima prova, prima di incoronare la vincitrice di quest'edizione, le concorrenti dovranno comporre un pezzo, cantare ed esibirsi sulla canzone di Brooke Lynn Hytes, Queen of the North e poi dovranno prendere parte ad un'intervista con Priyanka, vincitrice della prima edizione.
Una volta scritto il pezzo, ogni concorrente va nella sala registrazione, dove Brooke Lynn dà loro consigli e aiuto per la registrazione del pezzo. Nel frattempo a uno a uno le concorrenti prendono parte all'intervista dove Priyanka pone domande sulla loro esperienza in questa edizione di Canada's Drag Race. Per la realizzazione della coreografia in studio le concorrenti incontrano Hollywood Jade che insegna loro la coreografia.
I giudici della puntata sono: Brooke Lynn Hytes, Brad Goreski, Amanda Brugel e Travi Melchor. Il tema della sfilata è Coronation Eleganza, dove le concorrenti devono sfilare con il loro vestito migliore.
Dopo le critiche, le finaliste tornano nell'atelier dove ad aspettarle ci sono tutte le concorrenti dell'edizione, dove discutono dell'esperienza vissuta nello show. Prima di comunicare il giudizio, tutte le concorrenti sfilano sulla passerella con il loro Best Drag per un'ultima volta. Dopo l'ultima sfilata, Brooke Lynn Hytes comunica che tutte le finaliste hanno rubato la scena e che si affronteranno insieme per la sfida finale. Kendall Gender, Icesis Couture e Pythia si esibiscono in playback sulla canzone It's All Coming Back to Me Now di Céline Dion. Dopo l'esibizione, Brooke Lynn Hytes dichiara Icesis Couture vincitrice della seconda edizione di Canada's Drag Race.